# زمین و آسمان (دین هوری)
زمین و آسمان (Eše Hawurni) توسط جوامع مختلف هوری در خاور نزدیک باستان پرستش می‌شد. در حالی که به عنوان بخشی از پانتئون هوری در نظر گرفته می‌شد، آنها به عنوان خدایان انسان‌انگاری‌شده تصور نمی‌شدند. آنها همچنین در پانتئون بین‌النهرین، احتمالاً در دوره نفوذ میتانی بر بخشی از بین‌النهرین، گنجانده شدند، و تحت نام‌های هاهارنوم و هایاشوم در متن‌های مختلفی از جمله اسطوره تئوگونی دوننو آمده‌اند.

## زمین و آسمان در دین هوری
واژه هوری که به مفهوم زمین و آسمانِ الهی اشاره داشته باشد، eše hawurni بود.